# Stewart Filmscreen
Stewart Filmscreen est une entreprise américaine spécialisée dans les écrans de projections cinématographiques et les écrans techniques comme ceux utilisé pour le Fond bleu, basée à Torrance en Californie.

## Histoire

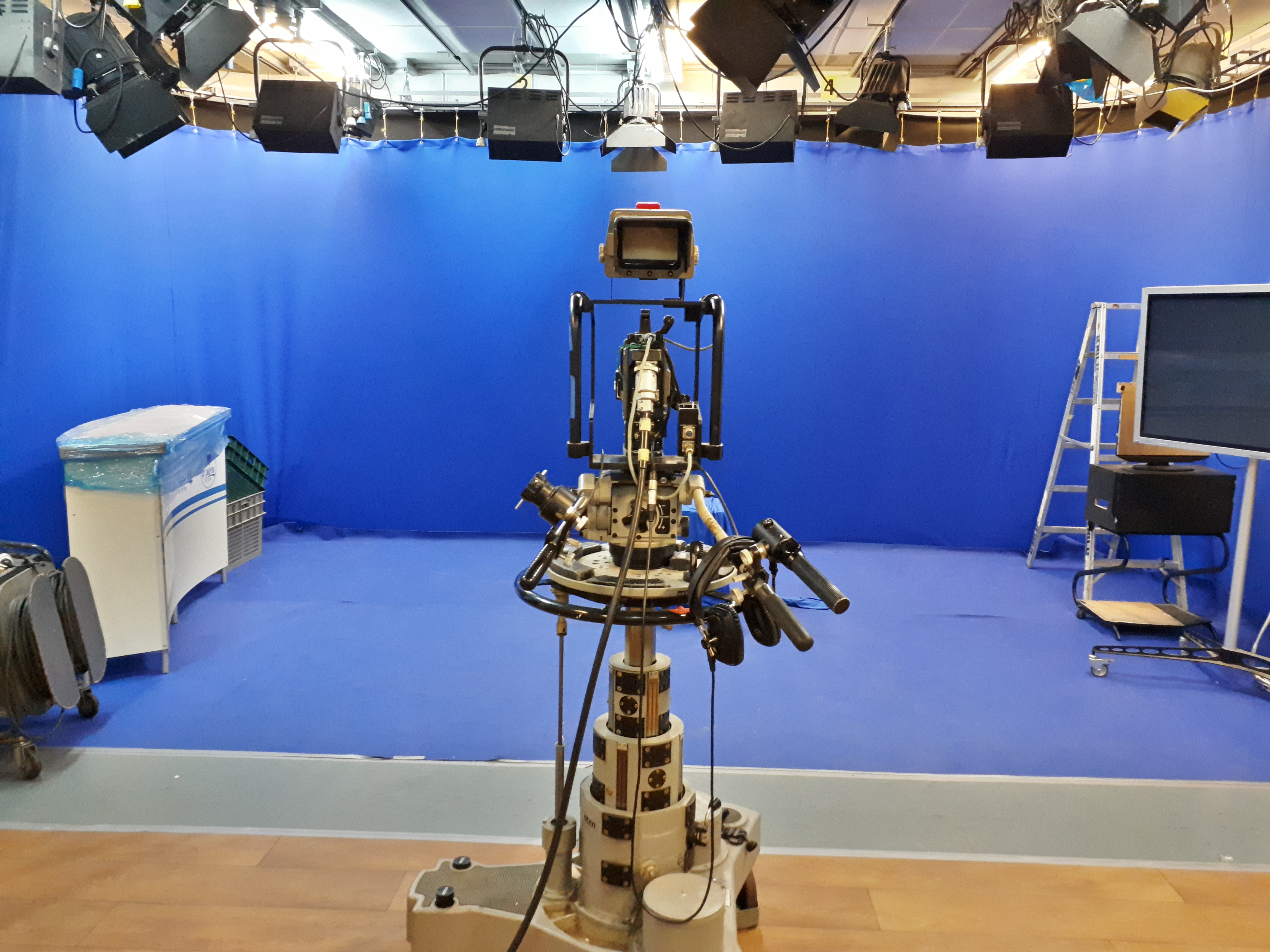
Exemple d'écran bleu dans un studio de télévision.

L'entreprise a été fondée en 1947,. Roy C. Stewart, âgé de 55 ans, saisit l'occasion d'acheter une ancienne usine de munitions de la Seconde Guerre mondiale à Torrance en Californie pour démarrer la fabrication d'écrans pour l'industrie du cinéma. Il fonde l'entreprise avec ses deux fils qu'il baptise Roy C. Stewart & Sons.
En 1950, la société achète de nouvelles machines pour produire des écrans plus larges dont l'un est installé au Grauman's Chinese Theatre.
En 1953, le développement des procédés d'écrans comme CinemaScope, VistaVision, Cinérama et Todd-AO force la création d'écrans plus grands que le 18 × 36 pieds (5,5 × 11 m). Une fusion est réalisée entre Stewart & Sons et Trans-Lux Corporation, prenant le nom de Stewart Trans-Lux Corp et permet des écrans de plus de 40 × 90 pieds (12 × 27,5 m). En 1955, l'entreprise compte parmi ses clients le parc Disneyland (qui vient d'ouvrir) et aussi l'état de Californie.
En 1957, l'entreprise reçoit un oscar technique lors de la 29e cérémonie des Oscars pour la mise au point des formats de rétroprojections HiTrans et Para-HiTrans avec Paramount Pictures,.
En juin 1958, l'entreprise fournit un écran au pour la rénovation du cinéma Kuhio Theatre à Honolulu en complément d'un système Todd-AO, qui accueille la première de South Pacific. Pour l'Exposition universelle de 1958 de Bruxelles, l'entreprise développe des écrans incurvés ovales à la demande de l'ingénieur Charles Eames.
En 1963, la famille Stewart achète la participation de Trans-Lux dans la coentreprise. Le 4 octobre 1963, l'entreprise Stewart Trans-Lux Corp change de nom pour Stewart Filmscreen. En 1964, elle fournit des écrans pour la Foire internationale de New York 1964-1965.
En 1965, lors de la 37e cérémonie des Oscars, l'entreprise reçoit un Oscar pour une contribution technique pour la mise au point de la méthode de l’écran bleu. L'entreprise fournit 220 écrans et la structure associée du  Dome Theater dans le pavillon de la culture téxane pour l'HemisFair ’68.
En 1978, pour son système Automatic Camera Effects Systems, les studios Disney utilise un fond bleu de 16 par 25 pieds (5 x 8 m) fabriqué par Stewart Filmscreen.
En 1986, Stewart Filmscreen conçoit le plus grand écran au monde pour faire du cache/contre-cache installé à Cinecittà en Italie.
En 1988, la société est pressentie pour un oscar technique pour le développement d'un écran haute résolution pour la 70e cérémonie des Oscars mais ne l'a pas obtenu. Elle est toutefois reconnu comme le leader du marché des écrans bleu.
En 1990, l'entreprise développe des produits pour compléter l'offre de l'entreprise belge Barco comme un écran déroulant baptisé Videomatte 150 ou un écran très réfléchissant pour un système à quatre projecteurs.

## Récompenses
L'entreprise Stewart a reçu plusieurs Oscars techniques
- 1957 : pour la mise au point des formats de rétroprojections HiTrans et Para-HiTrans avec Paramount Pictures
- 1965 : pour la mise au point de la méthode de l’écran bleu